# Erki Nool
Erki Nool (Võru, 25 de juny, 1970) és un atleta retirat d'Estònia especialista en decatló.
Nool guanyà la medalla d'or en decatló als Jocs Olímpics de Sydney l'any 2000, a més d'altres medalles en campionats del Món i Europa, tant a l'aire lliure com en pista coberta. Nool té el rècord del món de salt de llargada en decatló amb 8,22 metres (a data d'agost de 2009).
El setembre de 1997 creà la primera escola d'atletisme privada d'Estònia.
Des del 2005 és vicepresident de la comissió d'atletes del Comitè Olímpic Europeu i des del 2007 membre del Comitè de Desenvolupament de l'Atletisme Europeu. Des del 2008, és també membre del Comitè Executiu del Comitè Olímpic Estonià.
Nool fou escollit pel Parlament Estonià, Riigikogu, el 4 de març de 2007, representant el partit Unió de Pro Pàtria i Res Pública.

## Resultats
| Any  | Competició                          | Seu                   | Resultat | Prova    |
| ---- | ----------------------------------- | --------------------- | -------- | -------- |
| 1992 | Jocs Olímpics                       | Barcelona, Catalunya  | DNF      | Decatló  |
| 1994 | Campionat d'Europa                  | Hèlsinki, Finlàndia   | 10è      | Decatló  |
| 1995 | Campionat del Món                   | Göteborg, Suècia      | 4t       | Decatló  |
| 1995 | Campionat del Món en pista coberta  | Barcelona, Catalunya  | 7è       | Heptatló |
| 1996 | Campionat d'Europa en pista coberta | Estocolm, Suècia      | 1r       | Heptatló |
| 1996 | Jocs Olímpics                       | Atlanta, Estats Units | 6è       | Decatló  |
| 1997 | Campionat del Món                   | Atenes, Grècia        | 6è       | Decatló  |
| 1997 | Campionat del Món en pista coberta  | París, França         | 2n       | Heptatló |
| 1998 | Campionat d'Europa                  | Budapest, Hongria     | 1r       | Decatló  |
| 1999 | Campionat del Món en pista coberta  | Maebashi, Japó        | 2n       | Heptatló |
| 1999 | Campionat del Món                   | Sevilla, Espanya      | 14è      | Decatló  |
| 2000 | Campionat d'Europa en pista coberta | Gant, Bèlgica         | 3r       | Heptatló |
| 2000 | Jocs Olímpics                       | Sydney, Austràlia     | 1r       | Decatló  |
| 2001 | Campionat del Món                   | Edmonton, Canadà      | 2n       | Decatló  |
| 2001 | Campionat del Món en pista coberta  | Lisboa, Portugal      | 5è       | Heptatló |
| 2002 | Campionat del Món en pista coberta  | Viena, Àustria        | 3r       | Heptatló |
| 2002 | Campionat d'Europa                  | Múnic, Alemanya       | 2n       | Decatló  |
| 2003 | Campionat del Món                   | París, França         | DNF      | Decatló  |
| 2004 | Jocs Olímpics                       | Atenes, Grècia        | 8è       | Decatló  |
| 2004 | Campionat del Món en pista coberta  | Budapest, Hongria     | 5è       | Heptatló |
| 2005 | Campionat d'Europa en pista coberta | Madrid, Espanya       | 12è      | Heptatló |